# Anatralata versicolor
Anatralata versicolor är en fjärilsart som beskrevs av W. Warren 1892. Anatralata versicolor ingår i släktet Anatralata och familjen Crambidae. Inga underarter finns listade i Catalogue of Life.